# موتور محمدحسین صفی‌نژاد
موتور محمدحسین صفی‌نژاد یک منطقهٔ مسکونی در ایران است که در دهستان وکیل‌آباد واقع شده‌است. موتور محمدحسین صفی‌نژاد ۳۰ نفر جمعیت دارد.